# 르망 (영화)
르망(프랑스어: Le Mans)은 1971년에 개봉한 리 H. 카친 감독, 스티브 맥퀸 주연의 액션 영화이다. 영화는 1970년 르망 24시 자동차 경주의 실제의 장면을 담았다.
1971년 6월 개봉되었고, G등급을 받았다. 이 영화는 당시의 모습을 상대적으로 정확히 담았기에 오늘날에도 레이싱 팬들 사이에서 여전히 인기가 있다. 이 영화에는 많은 경기가 등장하지만 대화는 거의 없다. 이 영화는 1966년의 유사한 영화 《그랑프리》와는 달리 미국의 박스 오피스에서 흥행에 실패했다. 스티브 맥퀸은 《그랑프리》의 출연을 거절했었다.

## 출연

### 주연
- 스티브 맥퀸
- 지크프리트 라우흐
- 엘가 앤더슨

### 조연
- 로널드 라이 헌트
- 뤽 메렌다

## 기타
- 프로듀서: 로버트 L. 로즌

## 같이 보기
- 그랑프리 (1966년 영화)